# Грийн (окръг, Кентъки)
Вижте пояснителната страница за други населени места с името Грийн.
Грийн (на английски: Green County) е окръг в щата Кентъки, Съединени американски щати. Площта му е 749 km², а населението - 11 518 души (2000). Административен център е град Грийнсбърг.